# Dislokacija
 Ovo je glavno značenje pojma Dislokacija. Za druga značenja pogledajte Dislokacija (razdvojba).
Dislokacija je linijski poremećaj koji nastaje na granici između skliznutih i neskliznutih dijelova kristalne rešetke, a može se odrediti i kao vrsta jednodimenzionalne ili linijske greške kristalne rešetke (defekt čvrstog stanja). Dislokacije nisu termodinamički stabilne, to jest ne mogu se nalaziti u termodinamičkoj ravnoteži kao prazna mjesta. Prispijećem dislokacije na površinu kristalne rešetke oslobađa se pohranjena elastična energija. U krajnjem slučaju dislokacije se dijele na bridne dislokacije i vijčane dislokacije.
Jedna od osnovnih spoznaja fizike čvrstog stanja je ta da svojstva metala ovise na jednoj strani o kristalnoj građi, a na drugoj o greškama kristalne rešetke. Pojam dislokacija uveden je 1934. Pri mehaničkom naprezanju kristala metala dolazi do plastične deformacije kod znatno manjih opterećenja, nego što bi se moglo očekivati na osnovi međuatomskih veza u savršenoj kristalnoj rešetki. Prvi rezultati mjerenja mehaničkih svojstava monokristala metala izazvali su mnoštvo teorijskih rasprava. Tako je Frenkel 1926. izračunao teorijsko kritično smično naprezanje jednog kristala metala uz pretpostavku da se za vrijeme plastične deformacije struktura ne mijenja tj. da se deformacija zbiva istovremenim skliznućem susjednih atomskih ravnina za cjelobrojne periode kristalne rešetke. Na ovaj način izračunata teoretska vrijednost za kritično smično naprezanje bila je 104 - 105 veća od vrijednosti dobivenih eksperimentalnim putem, što je ujedno ukazivalo na krivu predodžbu o plastičnoj deformaciji metala. Značajan doprinos objašnjenju ove pojave dali su Smekal, Prandt i Dehlinger 1928. Prema njima, međusobni pomak dvaju ravnina kristalne rešetke dešava se na način da se lokalno izazove poremećaj, koji se zatim postupno pomiče uzduž promatrane ravnine poput gibanja "nabora tepiha". Na površini kristala, pod djelovanjem smičnog naprezanja, nastaje stuba, koja se zatim kreće u unutrašnjost kristala, ali ne istovremenim već postupnim (sukcesivnim) pomicanje atoma. Ovakav poremećaj (greška) rešetke naziva se dislokacija.

## Bridna dislokacija
Bridna (rubna) dislokacija ima Burgersov vektor klizanja okomit na dislokacijsku liniju. Nalazi se i naziv stepenasta dislokacija. Strukturno gledano, stječe se dojam da je dislokacija nastala umetanjem jedne poluravnine u sklop rešetke. Klizna ravnina je ravnina duž koje kliže dislokacija, a definirana je Burgersovim vektorom b i dislokacijskom linijom l. Dislokacije ne mogu završavati unutar kristala, jer su rubni vektori jedne plohe, a često su prisutne i u obliku zatvorenih linija. Bridna dislokacija se može pokretati (penjati, spuštati), ovisno o temperaturi, tako da atomi dolaze ili odlaze s umetnute poluravnine putem procesa difuzije. Time se povećava ili smanjuje umetnuta poluravnina, dakle dislokacija se penje ili spušta s obzirom na početnu kliznu ravninu (skok dislokacije, engl. jog). Taj proces je važan i kod oporavljanja metala putem tzv. poligonizacije. Penjanje ili spuštanje dislokacija dovodi i do makroskopske promjene obujma. To je tzv. nekonzervativno kretanje dislokacija. U slučaju kada je penjanje dislokacija kombinirano s klizanjem nastaje prsten bridnih dislokacija tzv. Frankova dislokacija, koji se kreće u smjeru je Burgersovog vektora b.

## Vijčana dislokacija
Vijčana dislokacija, koju je otkrio Johannes (Jan) Martinus Burgers 1939. godine,  nastaje kada se dijelovi kristalne rešetke međusobno pomiču paralelno s dislokacijskom linijom, što znači da je Burgersov vektor b paralelan s dislokacijskom linijom l.

## Mehanizmi nastanka dislokacija
Najvažniji načini nastanka dislokacija su: sakupljanje praznih mjesta u tzv. "pločice praznih mjesta" (Frank - Readov izvor) i Orowanov proces (otkriven 1950.). U prvom slučaju to dovodi do nastanka poluravnina. U drugom slučaju pod djelovanjem smicajnog naprezanja na dva mjesta učvršćena (ukotvljena) dislokacija proizvede veći broj novih dislokacija; približno od 20 do 100.

### Eksperimentalno dokazivanje dislokacija
Postoji čitav niz metoda pomoću kojih se dislokacije mogu učiniti optički vidljivima. Vijčane dislokacije mogu se ponekad opaziti i prostim okom u vidu spiralne linije, koja označava terasu visine jednog ili više Burgersovih vektora na površini kristala, npr. kod kristala koji nastaju sublimacijom. Središte spirale označava probodište vijčane dislokacije kroz površinu kristala. Zbog povećane koncentracije energije grešaka probodište dislokacije podložno je lakšem nagrizanju pomoću kemijskih reagensa, te je lako uočljivo pod optičkim mikroskopom. Uz dislokaciju se često sakupljaju "nečistoće", kao što su strani atomi, pa je zbog podložnosti nagrizanju moguće promatrati klizne ravnine dislokacija.
Linija dislokacije u unutrašnjosti kristala može se promatrati pomoću elektronske mikroskopije na tankim folijama metala. Pošto dislokacije malo izobličuju okolnu rešetku mijenja se Braggov uvjet za refleksiju, pa se na snimci dobivenoj pomoću elektronskog
mikroskopa dislokacije opažaju u vidu svijetlih i tamnih linija. Za ove eksperimente koriste se folije debljine od 10 do 1000 nm). Dislokacije se mogu dokazati pomoću: rendgenske difrakcije, elektronske mikroskopije, tzv. dekoriranja (npr. prevlačenja silicija s bakrom), nagrizanja (jetkanje), raster elektronske mikroskopije itd.
Gustoća dislokacija za različite materijale ovisi o stupanju deformacije te približno iznosi:
- nedeformirani metali: od 106 do 108 /cm2
- deformirani metali: oko 1012 /cm2
- pažljivo izvučeni monokristali: oko 103 /cm2
- viskeri: oko 0 /cm2 .

## Vanjske poveznice
|  | Zajednički poslužitelj ima još gradiva o temi Dislokacije kristala |